# Campionati europei di concorso completo 2011

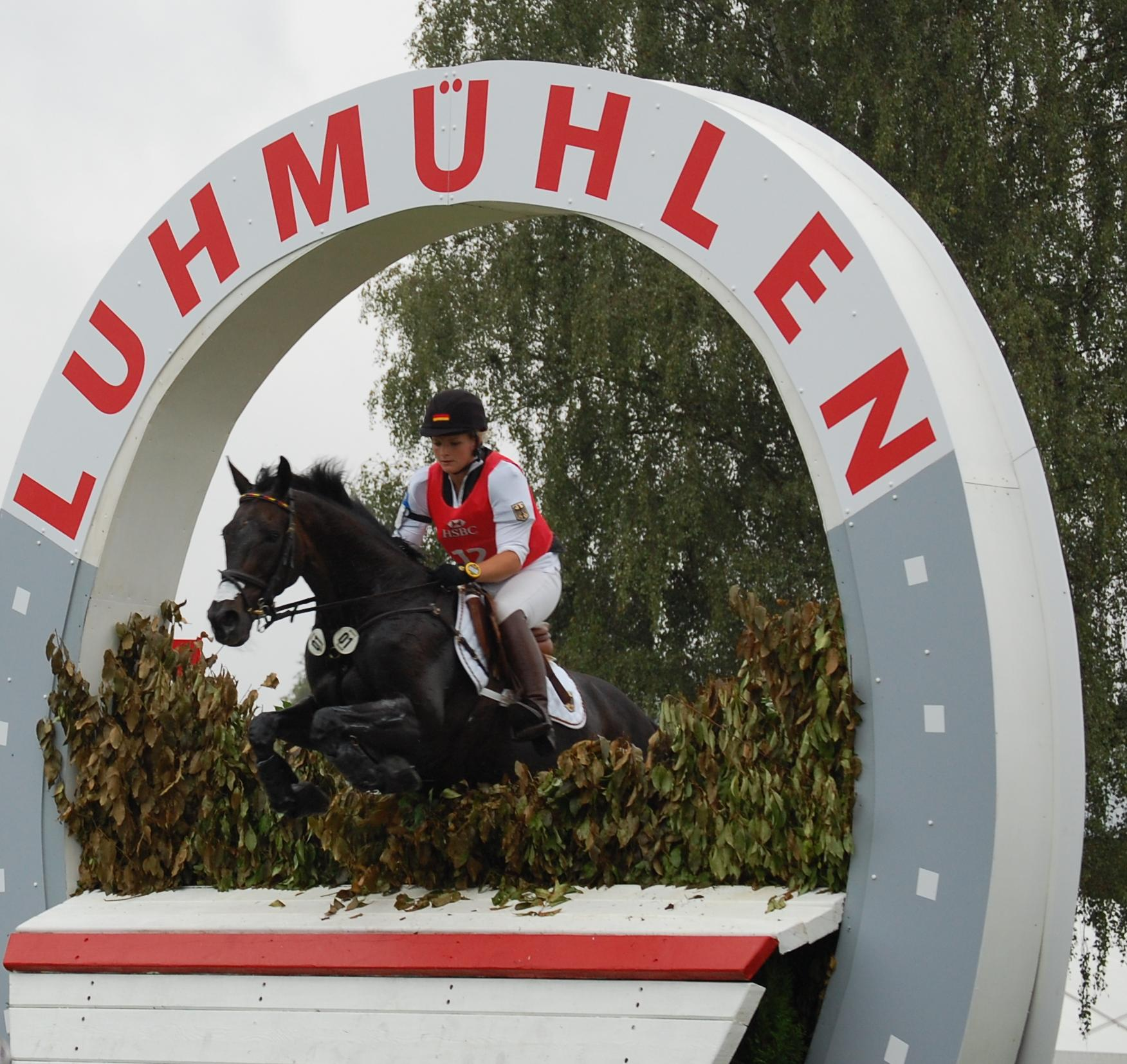
Campionati Europei di Concorso Completo a Luhmühlen

Il Campionato europeo di concorso completo 2011 si è svolto dal 25 al 28 agosto 2011 a Luhmühlen, distretto di Samtgemeinde Salzhausen in Bassa Sassonia, in Germania.
È stata la 30ª edizione dei Campionati europei di concorso completo, tenutisi per la prima volta nel 1953 a Badminton House.

## Organizzazione

### Prima dell'evento
All'Assemblea Generale FEI del 2008 a Buenos Aires, in Argentina, la Germania è stata scelta come Paese per ospitare il Campionato Europeo di Completo 2011. Luhmühlen, location delle Luhmühlen Horse Trials, è stata scelta come location per l'evento.
Luhmühlen è stata sede dei Campionati Europei di Completo già negli anni 1975, 1979, 1987 e 1999.

### Evento e luogo
Il Campionato europeo di concorso completo è stato aperto nel pomeriggio di mercoledì (24 agosto 2011) con la cerimonia di apertura “Ritte des Jahrhunderts” (giostre del secolo). Sempre mercoledì si è svolta la prima ispezione dei cavalli. La competizione è iniziata giovedì. Domenica (28 agosto 2011) l'evento si è concluso con la premiazione.
L'evento si è tenuto presso percorso di completo nella "Westergellerser Heide" vicino a Luhmühlen. Prima del Luhmühlen Horse Trials 2011, due mesi prima del Campionato europeo, il campo di gara era stato completamente ricostruito.
Lo sponsor principale del campionato è stato HSBC. Patrona dell'evento è stata la ministra federale tedesca Ursula von der Leyen.

## Concorsi

### Informazioni generali
Invariato dal primo Campionato europeo di completo (ad eccezione del Campionato europeo 1997), ai Campionati si tengono due classifiche: individuale e a squadre.
Dal 2005 i Campionati Europei si svolgono nella forma di evento "lungo" di tre giorni nel nuovo formato senza salto delle siepi: dressage, cross country e salto ostacoli.
Al Campionato europeo di completo 2011 sono partite undici squadre e ulteriori singoli cavalieri, in totale 70 cavalieri con i loro cavalli. Ciascuna squadra nazionale può essere costituita da 3 fino a 4 binomi; inoltre ogni nazione può presentare fino a 2 binomi aggiuntivi a titolo individuale. La Germania, in qualità di nazione ospitante, può partecipare con una squadra e fino a 8 binomi aggiuntivi a titolo individuale.

### Programma
La prima parte della competizione è stata la fase di dressage, svoltasi mercoledì e venerdì (25 e 26 agosto 2011). Prima che i cavalieri partecipino al Campionato, un test rider ("cavia") cavalca per testare gli impianti. Questo compito è stato svolto dalla cavallerizza tedesca Anna Siemer con il suo cavallo Charlotte.
La seconda parte è stata la fase di cross country di sabato. La fase di salto, ultima parte della manifestazione, si è svolta domenica. La competizione si è svolta tutti i giorni dalla mattina al pomeriggio.

## Risultati

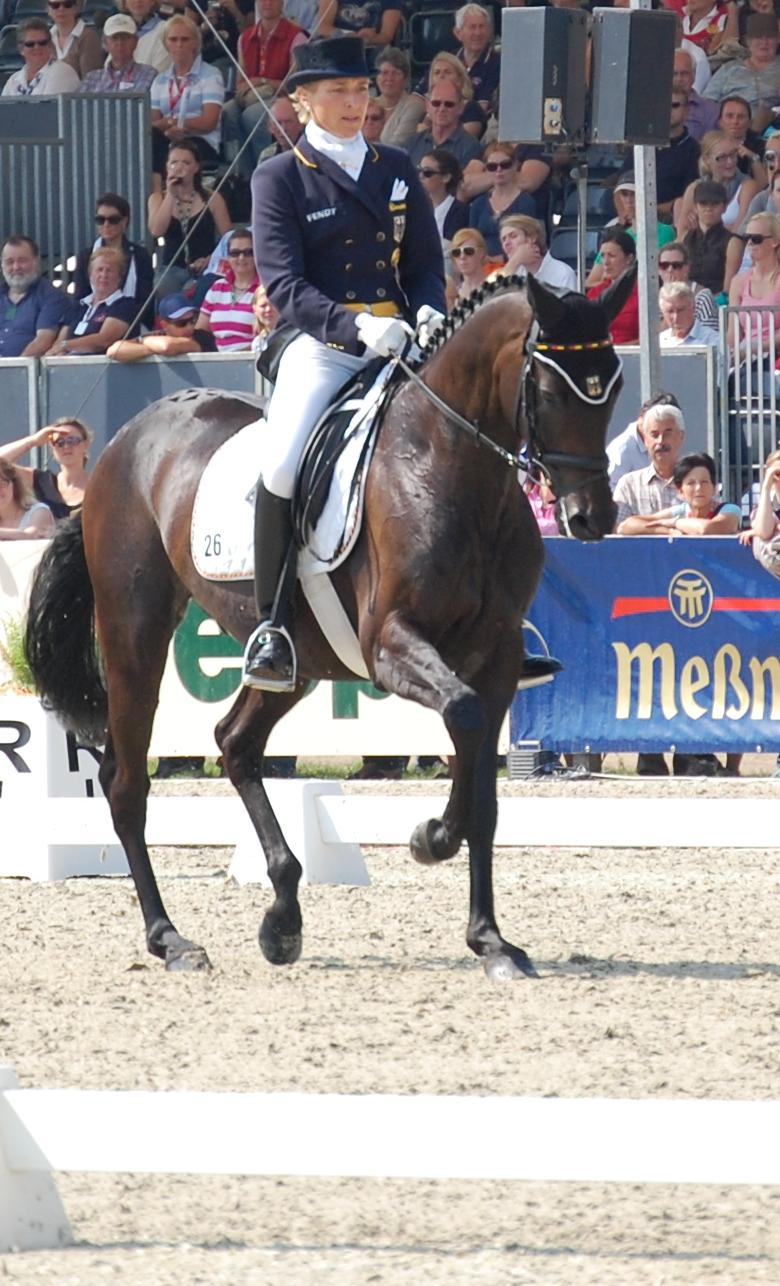
Miglior binomio dopo il dressage: Ingrid Klimke e FRH Butts Abraxxas

### Risultato provvisorio dopo il dressage
Nella fase di dressage la Germania era stata la squadra di maggior successo. La squadra tedesca aveva ottenuto un risultato di squadra di 98,70 punti di penalità - il miglior risultato di dressage nella storia del completo.
Un contributo importante a questo risultato è venuto da Ingrid Klimke con FRH Butts Abraxxas. Con un risultato di dressage dell'80.00% (convertito in 30,00 punti di penalità) Klimke ottiene il suo miglior risultato di dressage in completo. Con questo risultato è stata la leader della classifica individuale dopo il dressage.

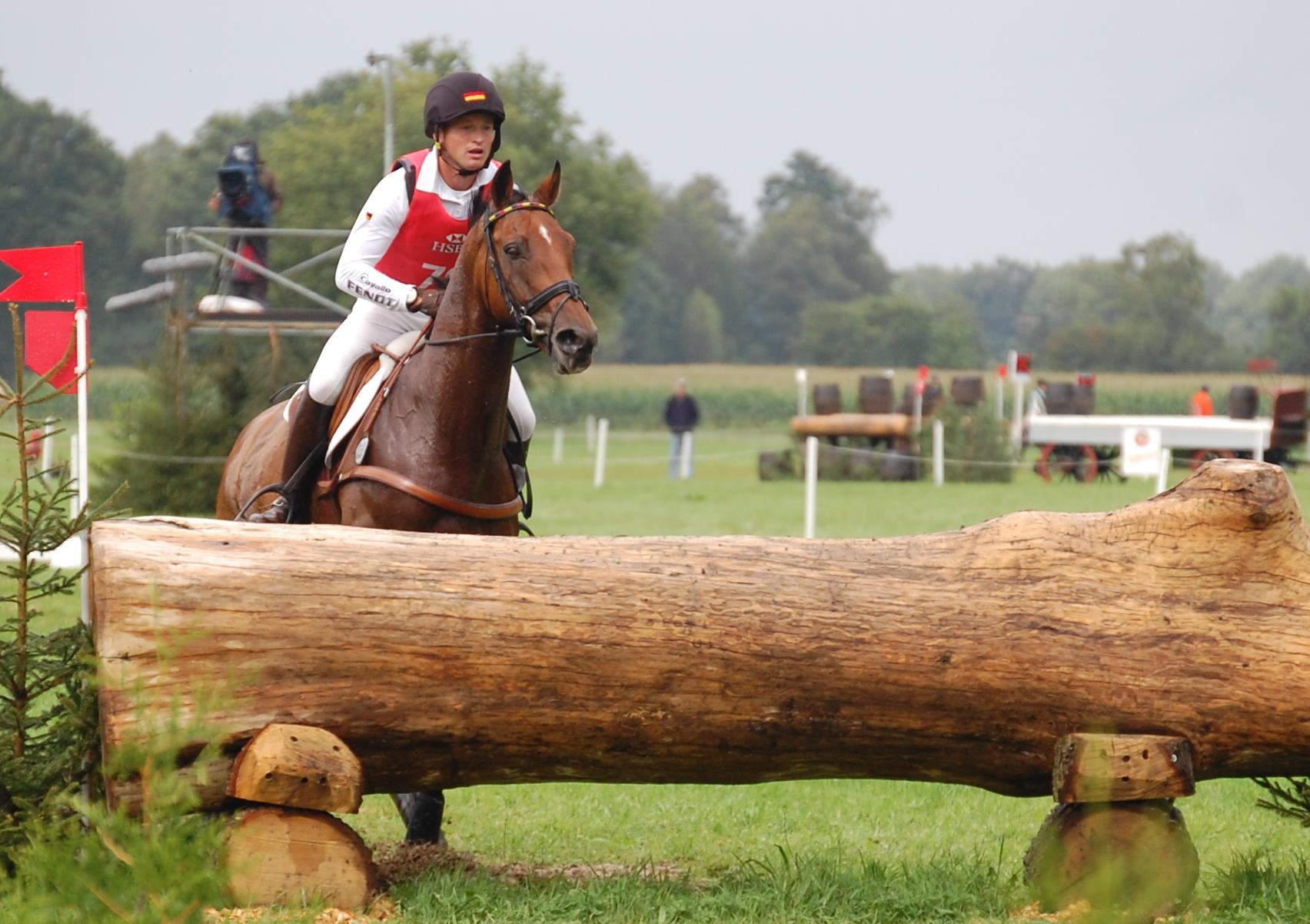
Senza penalità nel cross country: Michael Jung e Sam FBW

Classifica individuale:
| classifica | cavaliere       | cavallo            | punti di penalità (percentuale) |
| ---------- | --------------- | ------------------ | ------------------------------- |
| 1          | Ingrid Klimke   | FRH Butts Abraxxas | 30.00 (80.00%)                  |
| 2          | Michael Jung    | Sam FBW            | 33.30 (77.82%)                  |
| 3          | Frank Ostholt   | Little Paint       | 34.00 (77.31%)                  |
| 4          | Sandra Auffarth | Opgun Louvo        | 35.40 (76.41%)                  |
| 4          | Laura Collett   | Rayef              | 35.40 (76.41%)                  |

Classifica a squadre:
| classifica | squadra     | cavaliere e cavallo | punti di penalità                |
| ---------- | ----------- | --- | -------------------------------- |
| 1          | Germania    | Ingrid Klimke FRH Butts Abraxxas Michael Jung Sam FBW Sandra Auffarth Opgun Louvo Andreas Dibowski FRH Fantasia             | 98.70 30.00 33.30 35.40 (43.80)  |
| 2          | Regno Unito | Mary King Imperial Cavalier Piggy French Jakata William Fox-Pitt Cool Mountain Nicola Wilson Opposition Buzz                | 121.90 38.80 40.40 42.70 (52.70) |
| 3          | Italia      | Stefano Brecciaroli Apollo van de Wendi Kurt Hoeve Susanna Bordone Carrera Marco Biasia Tatchou Fabio Magni Southern King V | 128.30 35.80 42.70 49.80 (56.40) |

### Risultato provvisorio dopo il cross country
La giornata di campagna è stata piovosa. Il percorso, costruito da Mark Phillips, è stato una prova impegnativa ma gestibile per i cavalieri: due cavalieri si sono ritirati al cross country, undici sono stati eliminati. Dell'originaria squadra belga rimasero in gara solo 2 binomi, pertanto il Belgio non poté più continuare la competizione per il titolo a squadre.
Dopo il cross country la Germania era ancora in testa, nonostante la caduta del cavaliere Andreas Dibowski, membro della squadra tedesca.

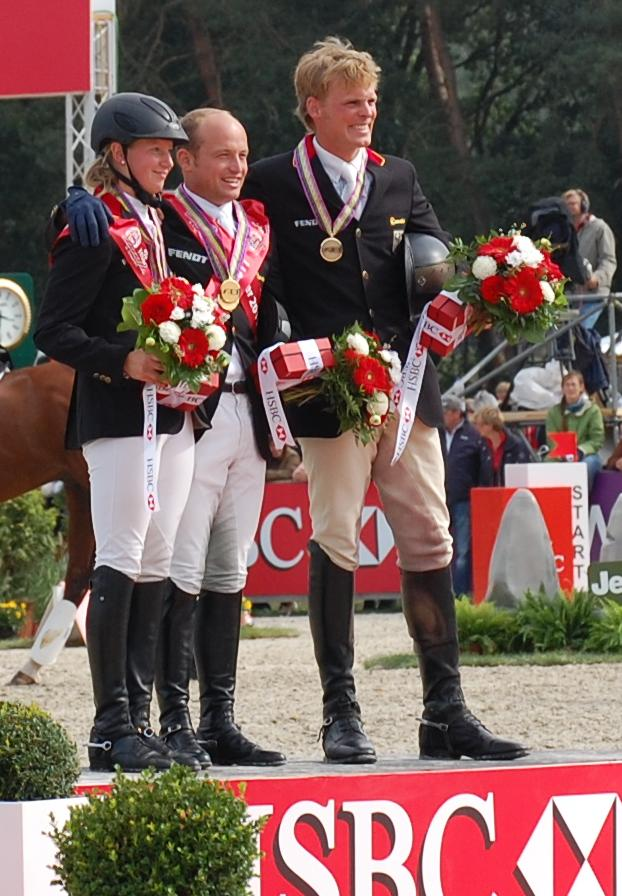
Cerimonia di premiazione della gara individuale

Classifica individuale:
| classifica | Cavaliere              | cavallo            | punti di penalità | punti di penalità | punti di penalità     |
| classifica | Cavaliere              | cavallo            | dressage          | cross country     | risultato provvisorio |
| ---------- | ---------------------- | ------------------ | ----------------- | ----------------- | --------------------- |
| 1          | Ingrid Klimke          | FRH Butts Abraxxas | 30,00             | 0.00              | 30,00                 |
| 2          | Michael Jung           | Sam FBW            | 33.30             | 0.00              | 33.30                 |
| 3          | Sara Algotsson-Ostholt | Wega               | 36.00             | 0.00              | 36.00                 |
| 4          | Sandra Auffarth        | Opgun Louvo        | 35.40             | 1.60              | 37.00                 |
| 5          | Frank Ostholt          | Little Paint       | 34.00             | 6.00              | 40,00                 |

Classifica a squadre:
| rank | rider         | rider and horse | penalty points          | penalty points            | penalty points                        |
| rank | rider         | rider and horse | dressage                | cross country             | total                                 |
| ---- | ------------- | --- | ----------------------- | ------------------------- | ------------------------------------- |
| 1    | Germania      | Ingrid Klimke FRH Butts Abraxxas Michael Jung Sam FBW Sandra Auffarth Opgun Louvo Andreas Dibowski FRH Fantasia                                   | 30.00 33.30 35.40 43.80 | 0.00 1.60 eliminato       | 100.30 30.00 33.30 37.00 (eliminato)  |
| 2    | Gran Bretagna | Mary King Imperial Cavalier Piggy French Jakata William Fox-Pitt Cool Mountain Nicola Wilson Opposition Buzz                                      | 38.80 40.40 42.70 52.70 | eliminato 6.80 0.00       | 142,60 (eliminato) 47.20 42.70 52.70  |
| 3    | Francia       | Donatien Schauly Ocarina du Chanois Nicolas Touzaint Neptune de Sartene Stanislas de Zuchowicz Quirinal de la Bastide Pascal Leroy Minos de Petra | 45.60 37.90 55.60 53.10 | 0.00 9.20 2.80 eliminated | 151.10 45.60 47.10 58.40 (eliminated) |

### Risultato finale
Dopo la fase di cross country, domenica mattina si è svolta la seconda ispezione dei cavalli. Qui i cavalli di un cavaliere spagnolo e di uno della squadra polacca furono ritenuti "non idonei a gareggiare", quindi furono eliminati. Pertanto la squadra polacca composta ora solo da 2 binomi, non poteva essere più considerata completa
Molti cambiamenti della classifica individuale intercorrono durante la prova di salto ostacoli. Anche in questo caso la squadra tedesca ha mantnuto la sua posizione: due cavalieri del team, Sandra Auffarth e Michael Jung, hanno fatto entrambi percorso netto. In testa alla classifica provvisoria, Ingrid Klimke iniziò la fase di salto ostacoli come ultimo cavaliere. Con Abraxxas il binomio, che in passato aveva fatto spesso penalità nel salto, fece cadere sei barriere. Klimke, ora 11a nella classifica finale, ha commentato con le parole "Sechs um - so schlecht ist er noch nie gesprungen" (sei abbattimenti - così male non aveva mai saltato prima).
Il cavaliere tedesco Michael Jung ne ha beneficiato. Ha mantenuto il suo risultato dalla fase di dressage per tutta la competizione, quindi ha vinto la medaglia d'oro individuale. Jung è ora il terzo (dopo Virginia Leng e Zara Phillips) a essere contemporaneamente detntore del titolo di campione mondiale ed europeo di completo. Grazie al grande distacco, il team tedesco rimase in testa anche dopo la fase di salto ostacoli. Così la Germania vinse la medaglia d'oro a squadre europea di completo 2011.
Anche al secondo e terzo posto della classifica individuale finale ci sono due cavalieri tedeschi: la giovane Sandra Auffarth ha vinto al loro primo argento individuale di campionato senior. Il bronzo è stato vinto da Frank Ostholt, beneficiando di un rifiuto del cavallo di sua moglie Sara Algotsson-Ostholt nel salto ostacoli.
I cavalieri della scuderia britannica hanno accumulato tutti una penalità agli ostacoli (4 pt) nella fase di salto, perdendo così il secondo posto nella classifica a squadre. Siccome tre componenti della squadra francese non commisero nessun errore alla fase di salto ostacoli, vinsero l'argento a squadre.

#### Risultato individuale finale
| classifica | cavaliere           | cavallo                        | punti di penalità | punti di penalità | punti di penalità | punti di penalità |
| classifica | cavaliere           | cavallo                        | dressage          | cross country     | salto ostacoli    | totale            |
| ---------- | ------------------- | ------------------------------ | ----------------- | ----------------- | ----------------- | ----------------- |
| 1          | Michael Jung        | Sam FBW                        | 33.30             | 0.00              | 0.00              | 33.30             |
| 2          | Sandra Auffarth     | Opgun Louvo                    | 35.40             | 1.60              | 0.00              | 37.00             |
| 3          | Frank Ostholt       | Little Paint                   | 34.00             | 6.00              | 0.00              | 40,00             |
| 4          | Dirk Schrade        | King Artus                     | 36.70             | 6.00              | 0.00              | 42.70             |
| 5          | Stefano Brecciaroli | Apollo van de Wendi Kurt Hoeve | 35.80             | 9.20              | 0.00              | 45,00             |
| 6          | Donatien Schauly    | Ocarina du Chanois             | 45.60             | 0.00              | 0.00              | 45.60             |
| 7          | William Fox-Pitt    | Cool Mountain                  | 42.70             | 0.00              | 4.00              | 46.70             |
| 8          | Nicolas Touzaint    | Neptune de Sartene             | 37,90             | 9.20              | 0.00              | 47.10             |

#### Risultato finale della squadra
| classifica | squadra       | cavaliere e cavallo | punti di penalità       | punti di penalità         | punti di penalità             | punti di penalità                     |
| classifica | squadra       | cavaliere e cavallo | dressage                | cross country             | salto ostacoli                | totale                                |
| ---------- | ------------- | --- | ----------------------- | ------------------------- | ----------------------------- | ------------------------------------- |
| 1          | Germania      | Ingrid Klimke FRH Butts Abraxxas Michael Jung Sam FBW Sandra Auffarth Opgun Louvo Andreas Dibowski FRH Fantasia                                   | 30.00 33.30 35.40 43.80 | 0.00 1.60 eliminated      | 24.00 0.00                    | 124.30 54.00 33.30 37.00 (eliminated) |
| 2          | Francia       | Donatien Schauly Ocarina du Chanois Nicolas Touzaint Neptune de Sartene Stanislas de Zuchowicz Quirinal de la Bastide Pascal Leroy Minos de Petra | 45.60 37.90 55.60 53.10 | 0.00 9.20 2.80 eliminated | 0.00                          | 151.10 45.60 47.10 58.40 (eliminated) |
| 3          | Gran Bretagna | Mary King Imperial Cavalier Piggy French Jakata William Fox-Pitt Cool Mountain Nicola Wilson Opposition Buzz                                      | 38.80 40.40 42.70 52.70 | eliminated 6.80 0.00      | 4.00                          | 154.60 (eliminated) 51.20 46.70 56.70 |
| 4          | Svezia        | Sara Algotsson-Ostholt Wega Malin Petersen Piccadilly Z Dag Albert Mitras Eminen Niklas Jonsson First Lady                                        | 36.00 52.30 61.70 40,40 | 0.00 10.80 12.40 100,00   | 18.00 8.00 0.00 did not start | 199.20 54.00 71.10 74.10 (retired)    |
| 5          | Irlanda       | Joseph Murphy Electric Cruise Mark Kyle Coolio Sam Watson Bushman Jayne Doherty The Only One                                                      | 57.70 60.40 50.20 51.00 | 3.20 0.00 25.20 44.80     | 0.00 4.00 6.00 0.00           | 151.10 45.60 47.10 58.40 (eliminated) |